# Christian Cramer (Verwaltungsjurist)
Christian Cramer (* 4. September 1893 in München; † nach Oktober 1956) war ein deutscher Verwaltungsjurist und Landrat.

## Leben
Nach dem Abitur 1912 am Wilhelmsgymnasium München absolvierte Christin Cramer – unterbrochen durch den Kriegsdienst als Kriegsfreiwilliger an der Front – Rechtswissenschaften an der Ludwig-Maximilians-Universität München, wo er Mitglied der Studentenverbindung AGV München war. 1919 bestand der die erste juristische Staatsprüfung und leistete anschließend in München den dreijährigen Vorbereitungsdienst (Referendariat), der ihn zum dortigen Amts- und Landgericht, zum Bezirksamt München und zur Polizeidirektion führte. 1920 trat er der Deutschnationalen Volkspartei bei. 1921, nach dem Großen juristischen Staatsexamen, erhielt Cramer eine Anstellung als Assessor bei der Regierung von Oberbayern und wurde zur Aushilfe zum Bezirksamt Bad Kissingen beordert. Dort wurde er am 1. Februar 1926 zum Bezirksamtmann ernannt und dann bis Mitte 1933 als Amtsverweser eingesetzt. In dieser Position nahm er vertretungsweise die Geschäfte der Verwaltungsleitung wahr. 
Zum 1. Oktober 1931 trat er der NSDAP bei (Mitgliedsnummer 630.163), wo er als Kreisamtsleiter für Kommunalpolitik fungierte. 1934 erhielt er als Regierungsrat eine dreimonatige Abordnung zum Reichsministerium für Volksaufklärung und Propaganda. Nach einer Tätigkeit als Vertreter des Bezirksamtmanns in Ebersberg und dem Statistischen Landesamt wurde er am 9. Juni 1936 zum Bezirksamtsvorstand (ab 1939 Landrat) des Bezirksamtes Mindelheim (ab 1939 Landkreis Mindelheim) ernannt. In diesem Amt blieb er bis zu seiner Entlassung am 4. Mai 1945 mit anschließender Internierung bis Oktober 1945.
Im Entnazifizierungsverfahren wurde er durch die Spruchkammer Augsburg als Mitläufer, im Berufungsverfahren als entlastet eingestuft. So konnte er den Dienst wieder aufnehmen und fand Beschäftigung bei der Regierung von Schwaben als Unterabteilungsleiter und Referent. Im Dezember 1952 wurde er dort Oberregierungsrat und wurde zum 1. Oktober 1956 in den Ruhestand verabschiedet.